# Сегежский район
Сеге́жский район — административно-территориальная единица в Республике Карелии Российской Федерации. В границах района образован Сегежский муниципальный округ (с 2004 до 2023 гг. — муниципальный район).
Административный центр — город Сегежа. Через район протекает река Сегежа.
Сегежский район приравнен к районам Крайнего Севера. Его население составляет 31 609 чел. (2023).

## Физико-географическая характеристика
Границы района установлены законом Республики Карелия от 1 декабря 2004 года № 825-ЗРК «О муниципальных районах в Республике Карелия». Общая площадь территории района в административных границах составляет 10 723 км². Среди всех районов Карелии он является восьмым по площади.
Район граничит на юге с Медвежьегорским районом Республики Карелия, на западе — с Муезерским районом Республики Карелия, на севере — с Беломорским районом Республики Карелия, на востоке — с Архангельской областью.
Лесом покрыто 4 900 км² или 46 % территории района. Болота занимают 3 600 км² или 34 % территории района. Водоёмы занимают 2 000 км² или 20 % территории района. Территория входит в Восточно-Карельский пояс больших озёр и относится к области ледниковых отложений

### Гидрология
В центральной части района расположено крупное озеро Выгозеро, через которое проходит Беломорско-Балтийский канал.
На юго-западной границе района расположено озеро Сегозеро. Из него выходит река Сегежа, течёт на северо-восток, через Линдозеро, и впадает в Выгозеро.
В западной части района расположены озёра Ондозеро и Кучозеро. Через Ондозеро протекает река Онда, впадающая в Выгозеро.

### Климат
Климат района умеренно континентальный с чертами морского. Продолжительность устойчивых морозов — 4 месяца, самый холодный месяц — январь, минимальная температура до −46 °C, самый тёплый месяц — июль, максимальная температура до +35 °C. Средняя температура января −12,1 °C, июля +16,6 °C.
Наличие большого числа рек, озёр и болот способствует увеличению влажности воздуха и количества туманов; в среднем за год выпадает 500 мм осадков.

### Почвы и растительность
Почвы представлены подзолистыми типами, отличаются низким естественным плодородием, имеют лесохозяйственное значение. Растительность характеризуется, в основном, хвойными породами.

## История
С 1782 года по 1927 года территория входила в Повенецкий уезд. К 1926 году Сегежа была колонизационным посёлком при Мурманской железной дороге. Он входил в состав Петровско-Ямской волости Повенецкого уезда.
В 1927 году в Автономной Карельской ССР было введено новое административное деление — вместо 7 уездов и 55 волостей было образовано 26 районов, в том числе Сегежский. Район образован декретом ВЦИК от 27 августа 1927 года. C 10 сентября 1927 года районным центром определили станцию Вожмосалма, но уже 29 октября президиум КарелЦИК перенёс районный центр временно в село Надвоицы. 21 января 1929 года центр района перенесен в Майгубу. Вскоре там возник лагпункт Май-Губа 4-го Надвоицкого отделения Белбалтлага.
21-23 сентября 1929 года КарЦИК упразднил Сегежский район, а его территорию распределил между соседними районами. Станция Сегежа была включена в состав Медвежьегорского района, 23 февраля 1930 Надвоицкий сельсовет присоединён к Сорокскому району. Бывший район снова стал сельским советом с центром на станции Майгуба.
20 апреля 1930 года район упразднён в результате нового административного деления.
Вновь район был образован в марте 1945 года Указом Президиума Верховного совета Карело-Финской ССР как Сегежский административный район в составе Надвоицкого, Парандовского и Уросозерского сельсоветов, ранее входивших в Ругозерский район и Вожмосалмского, Выгозерского и Койкиницкого сельсоветов, ранее входивших в Медвежьегорский район. Административный центр — Сегежа.
12 августа 1958 года к Сегежскому району был присоединён Ругозерский район.
Указом Президиума Верховного Совета Карельской АССР от 11 ноября 1964 года из Беломорского промышленного района в Сегежский промышленный район был перечислен поселок Идель.

## Население
| 1959    | 1970    | 1979    | 1989    | 2002    | 2009    | 2010    | 2011    | 2012    |
| ------- | ------- | ------- | ------- | ------- | ------- | ------- | ------- | ------- |
| 57 219  | ↘54 474 | ↗56 949 | ↘56 931 | ↘15 624 | ↗46 357 | ↘41 215 | ↘41 146 | ↘40 420 |
| 2013    | 2014    | 2015    | 2016    | 2017    | 2018    | 2019    | 2020    | 2021    |
| ↘39 665 | ↘38 928 | ↘38 472 | ↘37 906 | ↘37 265 | ↘36 582 | ↘35 854 | ↘35 350 | ↘32 371 |
| 2023    |         |         |         |         |         |         |         |         |
| ↘31 609 |         |         |         |         |         |         |         |         |

Согласно прогнозу Минэкономразвития России, численность населения будет составлять:
- 2024 — 33,35 тыс. чел.
- 2035 — 27,03 тыс. чел.

### Урбанизация
В городских условиях (Сегежа, Надвоицы) проживают 91,70 % населения района.

### Национальный состав
По итогам переписи населения 2020 года проживали следующие национальности (национальности менее 0,1 % и другое, см. в сноске к строке «Другие»):
| Национальность | Численность, чел. | Доля     |
| -------------- | ----------------- | -------- |
| Русские        | 28 326            | 87,50 %  |
| Белорусы       | 619               | 1,91 %   |
| Карелы         | 389               | 1,20 %   |
| Украинцы       | 267               | 0,82 %   |
| Финны          | 92                | 0,28 %   |
| Азербайджанцы  | 71                | 0,22 %   |
| Поляки         | 58                | 0,18 %   |
| Цыгане         | 47                | 0,15 %   |
| Татары         | 45                | 0,14 %   |
| Армяне         | 38                | 0,12 %   |
| Марийцы        | 34                | 0,11 %   |
| Узбеки         | 33                | 0,10 %   |
| Другие         | 2352              | 7,27 %   |
| Итого          | 32 371            | 100,00 % |

## Населённые пункты
Всего в Сегежском районе 36 населённых пунктов (включая 5 населённых пунктов в составе пгт или посёлка).
| №  | Населённый пункт  | Тип     | Население | Бывшее муниципальное образование  |
| -- | ----------------- | ------- | --------- | --------------------------------- |
| 1  | Быстряги          | станция | ↘0        | Поповпорожское сельское поселение |
| 2  | Валдай            | посёлок | ↘907      | Валдайское сельское поселение     |
| 3  | Вача              | посёлок | ↘91       | Чернопорожское сельское поселение |
| 4  | Верхний           | посёлок |           | Надвоицкое городское поселение    |
| 5  | Вожмогора         | посёлок | ↘86       | Валдайское сельское поселение     |
| 6  | Вожмозеро         | посёлок | ↘24       | Валдайское сельское поселение     |
| 7  | Волдозеро         | деревня | ↘142      | Поповпорожское сельское поселение |
| 8  | Дуброво           | деревня | →0        | Надвоицкое городское поселение    |
| 9  | Идель             | посёлок | ↘436      | Идельское сельское поселение      |
| 10 | Каменный Бор      | деревня |           | Надвоицкое городское поселение    |
| 11 | Кочкома           | посёлок | ↘139      | Идельское сельское поселение      |
| 12 | Кяргозеро         | посёлок | →16       | Поповпорожское сельское поселение |
| 13 | Лососий           | посёлок | ↘15       | Идельское сельское поселение      |
| 14 | Майгуба           | деревня | →0        | Идельское сельское поселение      |
| 15 | Майгуба           | посёлок | ↗1        | Идельское сельское поселение      |
| 16 | Надвоицы          | деревня | ↘37       | Надвоицкое городское поселение    |
| 17 | Надвоицы          | пгт     | ↘5911     | Надвоицкое городское поселение    |
| 18 | Олений            | посёлок |           | Чернопорожское сельское поселение |
| 19 | Пертозеро         | посёлок | ↘118      | Чернопорожское сельское поселение |
| 20 | Полга             | деревня | ↘124      | Валдайское сельское поселение     |
| 21 | Попов Порог       | посёлок | ↘255      | Поповпорожское сельское поселение |
| 22 | при 10 шлюзе ББК  | посёлок |           | Надвоицкое городское поселение    |
| 23 | при 11 шлюзе ББК  | посёлок | →16       | Идельское сельское поселение      |
| 24 | Пристань Надвоицы | посёлок |           | Надвоицкое городское поселение    |
| 25 | Раменцы           | станция | ↘4        | Поповпорожское сельское поселение |
| 26 | Ригозеро          | станция | ↘0        | Поповпорожское сельское поселение |
| 27 | Сегежа            | город   | ↘23 074   | Сегежское городское поселение     |
| 28 | Суглица           | станция | →0        | Поповпорожское сельское поселение |
| 29 | Сумеричи          | станция | ↘7        | Поповпорожское сельское поселение |
| 30 | Сумский           | посёлок | →0        | Идельское сельское поселение      |
| 31 | Табойпорог        | посёлок | ↘15       | Поповпорожское сельское поселение |
| 32 | Уросозеро         | станция | ↗8        | Поповпорожское сельское поселение |
| 33 | Чёрный Порог      | посёлок | ↘500      | Чернопорожское сельское поселение |
| 34 | Шавань            | станция | →3        | Идельское сельское поселение      |
| 35 | Шпаловая          | станция | →0        | Поповпорожское сельское поселение |
| 36 | Юркиннаволок      | деревня | →0        | Поповпорожское сельское поселение |

## Муниципальное устройство
В рамках организации местного самоуправления в границах района функционирует Сегежский муниципальный округ.
Ранее в 2004—2023 гг. в существовавший в этот период Питкярантский муниципальный район входили 6 муниципальных образований на нижнем уровне, в том числе 2 городских и 4 сельских поселения.
| № | Муниципальное образование         | Административный центр | Количество населённых пунктов | Население (чел.) | Площадь (км²) |
| - | --------------------------------- | ---------------------- | ----------------------------- | ---------------- | ------------- |
| 1 | Сегежское городское поселение     | город Сегежа           | 1                             | ↘23 074          | 122,50        |
| 2 | Надвоицкое городское поселение    | пгт Надвоицы           | 7                             | ↘6785            | 105,60        |
| 3 | Валдайское сельское поселение     | посёлок Валдай         | 4                             | ↘758             | 3778,00       |
| 4 | Идельское сельское поселение      | посёлок Идель          | 8                             | ↘367             | 1708,34       |
| 5 | Поповпорожское сельское поселение | посёлок Попов Порог    | 12                            | ↘290             | 3035,00       |
| 6 | Чернопорожское сельское поселение | посёлок Чёрный Порог   | 4                             | ↘335             | 1821,53       |

В 2023 году муниципальный район и все входившие в его состав городское и сельские поселения были упразднены и объединены в Сегежский муниципальный округ.

### Органы местного самоуправления
В 2015 году в Сегежском районе, как и в других районах республики, была проведена реформа местного самоуправления. Была введена двухступенчатая система выборов депутатов Совета района, и комиссионное назначение главы администрации.
- Совет района — представительный орган местного самоуправления. Состоит из 18 депутатов. Совет формируется из глав поселений (за исключением глав поселений избранных представительным органом поселения из числа кандидатов, представленных конкурсной комиссией по результатам конкурса), входящих в состав Сегежского района, и из депутатов представительных органов указанных поселений, избираемых представительными органами поселений из своего состава в соответствии с равной нормой представительства. От 6 муниципалитетов по 3 представителя. Глава поселения становится депутатом Совета одновременно с приобретением им статуса главы поселения. Муниципальный депутат становится депутатом Совета в результате его избрания депутатами совета поселения из своего состава. Срок полномочий Совета составляет 5 лет. 10 октября 2018 года сформирован Совет седьмого созыва.
- глава района — высшее должностное лицо. Избирается депутатами Совета района из своего состава и исполняет полномочия председателя Совета. Исполняет полномочия на непостоянной основе. С 10 октября 2018 года должность занимает Марина Гусева, мэр Сегежи, избранная в 2018 году от «Единой России». С октября 2012 года по 2017 год должность занимал Сергей Тюков.
- администрация района — исполнительно-распорядительный орган. В структуру администрации входят глава администрации, его заместители, структурные подразделения. С 2015 года глава администрации отбирается Советом района из числа кандидатов, представленных конкурсной комиссией по результатам конкурса. С выбранным кандидатом глава Сегежского района заключает контракт сроком на 5 лет. Глава администрации также является председателем районной призывной комиссии. 26 июля 2017 главой администрации района назначиен Юрий Валентинович Шульгович[37]. Здание администрации района расположено в Сегеже на улице Ленина, д. 9А.
- контрольно-счётный комитет — постоянно действующий орган внешнего финансового контроля, подотчётен Совету района.

Главы района
- 2021—2023 — Иван Владимирович Хомяков[38]
- с 19 сентября 2023 года — Ирина Борисовна Горбунова[39]

Главы администрации
- Юрий Валентинович Шульгович
- 2019—2023 — Гусева Марина Леонидовна
- с 2023 года (и. о.) — Алексей Сергеевич Королёв[39]
- с 2024 года - Гусева Марина Леонидовна Глава Сегежского муниципального округа

## Экономика
Сегежский район — индустриальный центр Республики Карелия. К ведущим промышленным отраслям промышленности относятся лесозаготовительная, деревообрабатывающая, целлюлозно-бумажная и цветная металлургия. Сельское хозяйство представлено фермерскими и форелеводческими предприятиями. В общественном производстве зарегистрировано около 300 предприятий различных формам собственности.
Крупнейшие предприятия района — Сегежский ЦБК (с 2014 года в составе корпорации АФК «Система»), ЛДК «Сегежский» (с 2014 года в составе Segezha Group корпорации АФК «Система»).
В сентябре 2016 года правительства Российской Федерации распорядилось создать территорию опережающего социально-экономического развития «Надвоицы». Одно из крупнейших предприятий района Надвоицкий алюминиевый завод (филиал АО «Сибирско-Уральская Алюминиевая компания» в составе компании «Русал») в августе 2018 года было законсервировано. На базе промышленной площадки была организована деятельность «Русский радиатор» (совместное предприятие РУСАЛа). Привлекаются инвестиций для создания новых рабочих мест, не связанных с деятельностью градообразующей организации «Надвоицкий алюминиевый завод».
На территории района находятся генерирующие источники энергосистемы: Ондская ГЭС каскада Выгских ГЭС, который входит в состав ОАО «ТГК-1».
Транспортно-экономические связи складываются из завоза нефтепродуктов, каменного угля, химических грузов, стройматериалов, лесных и торговых грузов и вывоза продукции лесной, деревообрабатывающей и целлюлозно-бумажной промышленности. Основу транспортной сети составляют: железнодорожная магистраль Санкт-Петербург — Мурманск, автомобильные дороги федерального значения Санкт-Петербург — Мурманск, Кочкома — Реболы, водный бассейн Выгозера и Беломоро-Балтийского канала с выходом в Белое и Балтийское моря.

## Образование и культура
В районе 16 клубных учреждений, методический центр клубной работы — Центр культуры и досуга в Сегеже, Дом культуры и техники ОАО «Сегежский ЦБК», 21 библиотека, с 1998 года работает историко-культурный музейно-образовательный центр.

## Районная газета
Первый номер районной газеты «Сталинский путь» (редактор И. А. Маров) вышел в свет 23 июня 1946 года. В 1960—1992 годах газета выходила под названием «Ленинец». С 1992 года газета выходит под названием «Доверие».

## Достопримечательности
На территории района сохраняются памятники историко-культурного наследия.
Памятник природы на территории района — водопад Воицкий падун и другие.

## Галерея
- Сегежский ЦБК
- Надвоицкий алюминиевый завод
- Сегежа. Вокзал и платформы. Вид с эстакады
- Сегежа. Железнодорожные пути, вид с эстакады
- Сегежа. Храм Святой Троицы
- Сегежа. Памятник воинам — освободителям Карелии
- Сегежа. Центр культуры и досуга
- Сегежа. Детско-юношеская спортивная школа № 1
- Сегежа. Музейный центр. Выставочный зал
- Центр социальной работы г. Сегежи и Сегежского района
- Водопад Воицкий Падун
- Пертозеро
- Выгозеро